# Sydney Monorail
| Ein Zug der Sydney Monorail nahe der Station City Centre |         |                                           |                                           |
| Liniennetz mit Monorail (pink) |         |                                           |                                           |
| Streckenlänge: | 3,5 km  |                                           |                                           |
| Stromsystem: | 525 V ~ |                                           |                                           |
| Maximale Neigung: | 65 ‰    |                                           |                                           |
| Minimaler Radius: | 20 m    |                                           |                                           |
| Streckengeschwindigkeit: | 33 km/h |                                           |                                           |
| Zweigleisigkeit: | nein    |                                           |                                           |
| |         |                                           |                                           |
| Streckenverlauf |         |                                           |                                           |
| \| \| \| Metro Light Rail von Lilyfield \| \| \| \| \| Harbourside \| Darling Harbour \| \| \| \| Convention \| Darling Harbour \| \| \| \| Darling Park \| \| \| \| \| Bradfield Highway zur Harbour Bridge \| \| \| \| \| Betriebswerk \| \| \| \| \| Exhibition Centre (1997-2005) \| \| \| \| \| City Centre \| \| \| \| \| Galeries Victoria (ehem. Park Plaza) \| \| \| \| \| World Square \| \| \| \| \| Chinatown (ehem. Garden Plaza) \| \| \| \| \| Paddy’s Markets (ehem. Powerhouse Museum) \| \| \| \| \| Metro Light Rail nach Central \| \| |         |                                           |                                           |
| U-Bahn-Strecke von rechts · U-Bahn-Strecke von links (außer Betrieb) · U-Bahn-Strecke von rechts (außer Betrieb) |         | Metro Light Rail von Lilyfield            | Metro Light Rail von Lilyfield            |
| U-Bahn-Strecke · U-Bahn-Haltepunkt / Haltestelle (Strecke außer Betrieb) |         | Harbourside                               | Darling Harbour                           |
| |         | Convention                                | Darling Harbour                           |
| U-Bahn-Strecke · U-Bahn-Strecke (außer Betrieb) · U-Bahn-Bahnhof (Strecke außer Betrieb) |         | Darling Park                              | Darling Park                              |
| |         | Bradfield Highway zur Harbour Bridge      |                                           |
| U-Bahn-Strecke · U-Bahn-Dienststation / Betriebs- oder Güterbahnhof (Strecke außer Betrieb) · U-Bahn-Strecke (außer Betrieb) |         | Betriebswerk                              | Betriebswerk                              |
| U-Bahn-Strecke (außer Betrieb) |         | Exhibition Centre (1997-2005)             | Exhibition Centre (1997-2005)             |
| U-Bahn-Strecke · U-Bahn-Strecke (außer Betrieb) · U-Bahn-Haltepunkt / Haltestelle (Strecke außer Betrieb) |         | City Centre                               | City Centre                               |
| U-Bahn-Strecke · U-Bahn-Strecke (außer Betrieb) · U-Bahn-Haltepunkt / Haltestelle (Strecke außer Betrieb) |         | Galeries Victoria (ehem. Park Plaza)      | Galeries Victoria (ehem. Park Plaza)      |
| U-Bahn-Strecke · U-Bahn-Strecke (außer Betrieb) · U-Bahn-Haltepunkt / Haltestelle (Strecke außer Betrieb) |         | World Square                              | World Square                              |
| U-Bahn-Strecke · U-Bahn-Strecke (außer Betrieb) · U-Bahn-Haltepunkt / Haltestelle (Strecke außer Betrieb) |         | Chinatown (ehem. Garden Plaza)            | Chinatown (ehem. Garden Plaza)            |
| U-Bahn-Strecke (außer Betrieb) |         | Paddy’s Markets (ehem. Powerhouse Museum) | Paddy’s Markets (ehem. Powerhouse Museum) |
| U-Bahn-Strecke · U-Bahn-Strecke nach links (außer Betrieb) · U-Bahn-Strecke nach rechts (außer Betrieb) |         | Metro Light Rail nach Central             | Metro Light Rail nach Central             |

Die Sydney Monorail (ursprünglich unter dem Namen TNT Harbourlink, später Metro Monorail) war eine Einschienenbahn in der australischen Stadt Sydney, die vom 21. Juli 1988 bis zum 30. Juni 2013 verkehrte. Zugunsten der Errichtung des Sydney International Convention, Exhibition and Entertainment Precinct wurde sie demontiert.

## Geschichte
Die Idee entstand am Anfang der 1980er Jahre, als es darum ging, den Darling Harbour – zu dieser Zeit eine Industriebrache im Westen des Stadtzentrums – neu zu beleben. Das Projekt war umstritten, sowohl hinsichtlich seiner Wirkung im Stadtbild als auch hinsichtlich seiner Effektivität als Transportmittel des ÖPNV. Angestrebt war, die Bahn anlässlich der Feiern zum 200-jährigen Jubiläum der Inbesitznahme Australiens durch Großbritannien am 26. Januar 1988 in Betrieb zu nehmen. Der Termin konnte nicht gehalten werden und die Bahn nahm ihren Betrieb erst am 21. Juli 1988 auf, wobei nur vier Stationen in Betrieb waren.
Es gab fortwährende Proteste von Anwohnern, über deren Häuser die Monorail teilweise direkt verkehrte. Als weiterer Kritikpunkt wurde angeführt, dass die Monorail nicht in das restliche Nahverkehrssystem der Stadt eingebunden ist. Im März 2012 wurde schließlich angekündigt, dass die Monorail geschlossen und die Strecke in den folgenden Jahren abgebaut werden wird. Der letzte Betriebstag war der 30. Juni 2013.

## Strecke

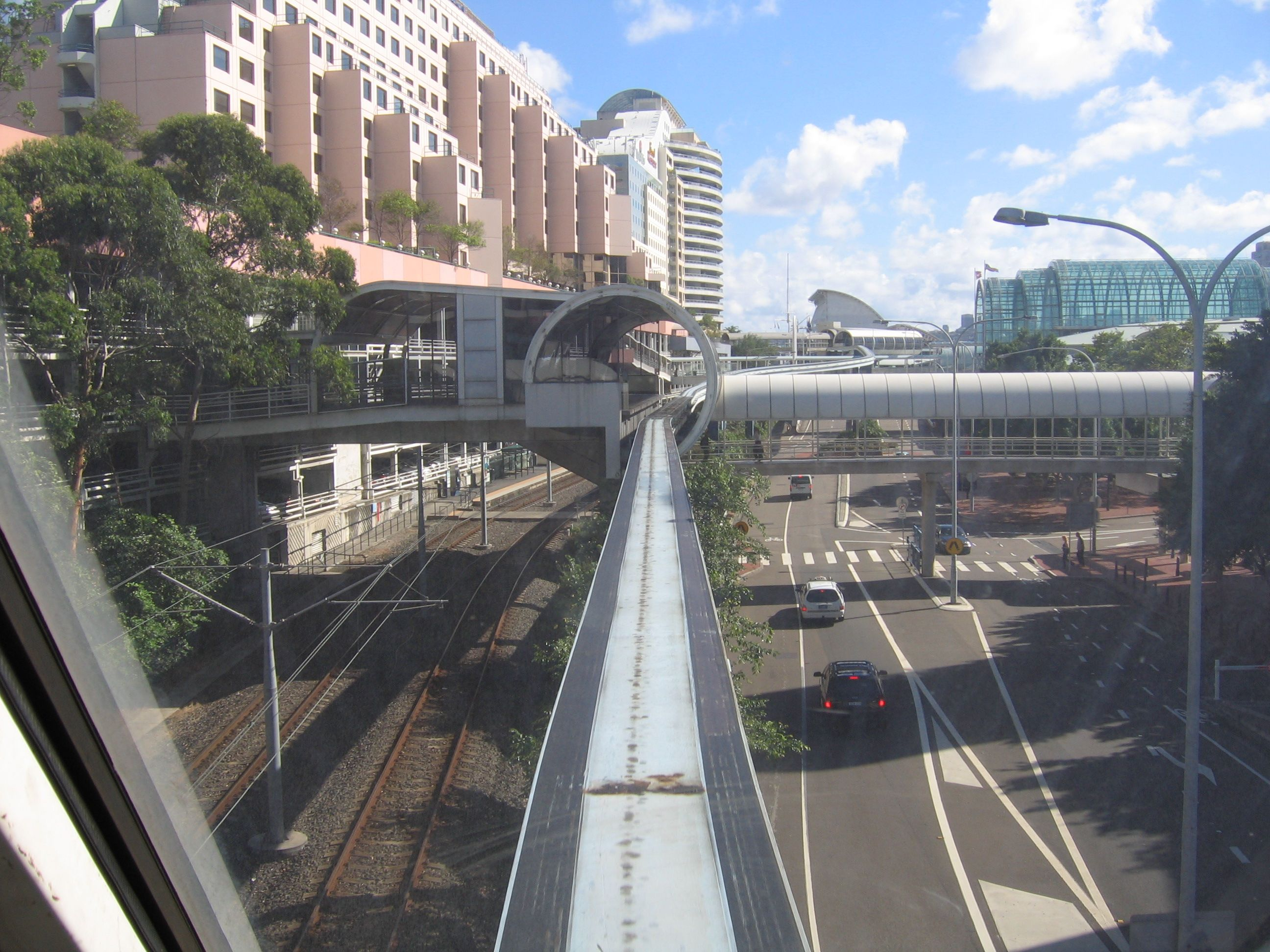
Station Convention Center. Im Hintergrund der Halt Darling Harbour; links unten die Gleise des Stadtbahnbetriebs Metro Light Rail

Die Bahn verkehrte im Stadtzentrum und verband auf einer 3,5 km langen Ringstrecke den Central Business District mit dem Darling Harbour und der Chinatown. Es gab acht Stationen. Ein Zug benötigte für einen Rundkurs zwölf Minuten. Die Strecke wurde immer nur gegen den Uhrzeigersinn befahren.
Die Fahrbahn bestand aus einem Stahlträger mit einer Breite von 940 Millimetern, der in einer Höhe von mindestens 5,5 Metern auf Stützen im Abstand von 20 bis 40 Metern montiert war. Der Kurvenradius der Strecke war mit 20 Metern extrem gering. Die maximale Steigung betrug in der Bergfahrt 44 ‰, in der Talfahrt 65 ‰. Die einzigen „Weichen“ der Anlage gab es bei der Abfahrt zum und im Betriebswerk zwischen den Stationen Convention und Paddy's Markets. Es handelte sich um Streckenstücke, die im Winkel von 90 Grad zur Fahrtrichtung verschoben wurden, also um Schiebebühnen. Darauf wurde für den Vorgang ein Zug gestellt, wenn er in das Betriebswerk einfahren oder abgestellt werden sollte.

## Züge

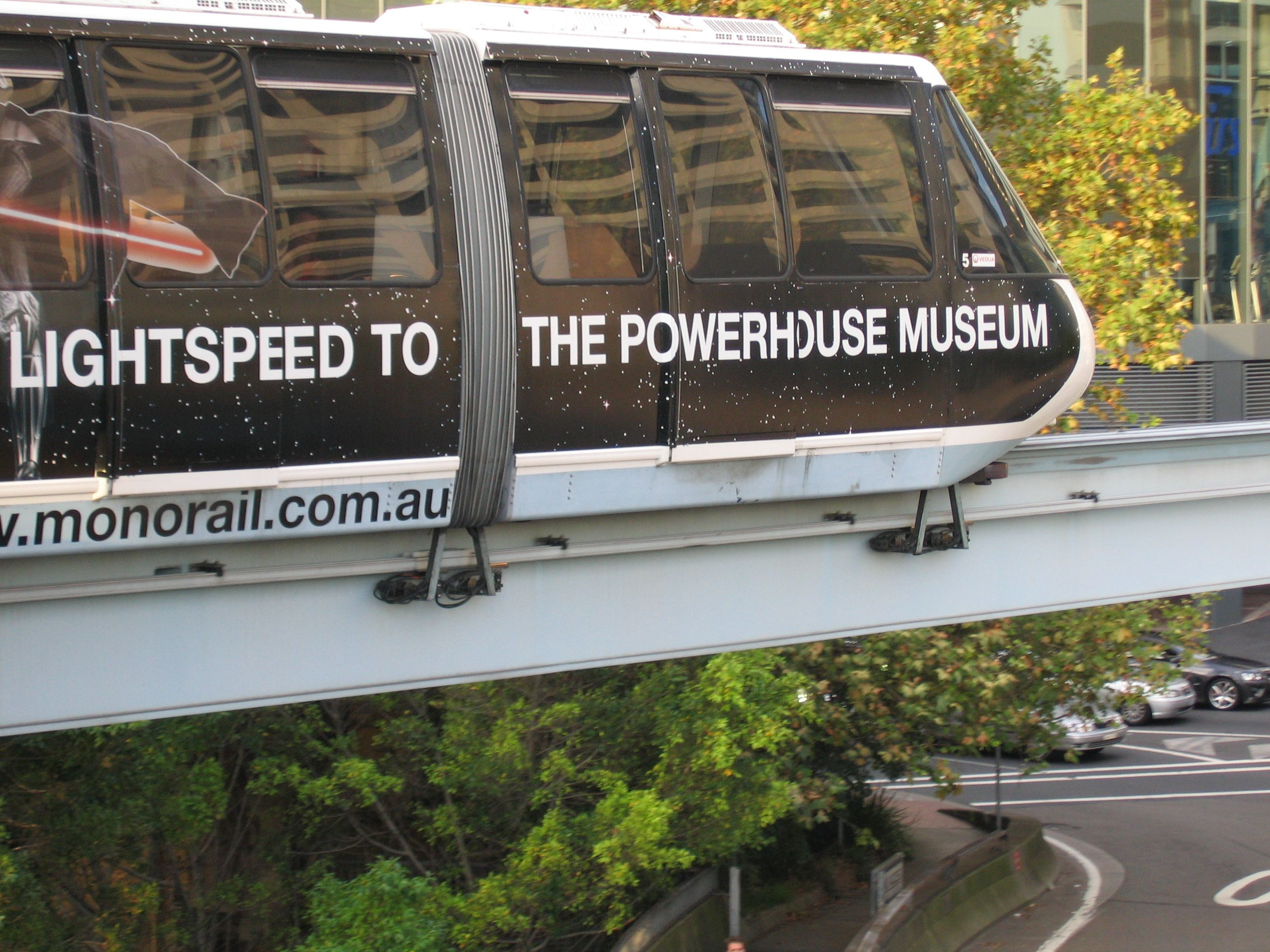
Seitlicher Stromabnehmer

Es handelte sich um eine Monorail des Typs Von Roll III. Ein Triebwagen bestand – wegen der engen Kurvenradien – aus sieben sehr kurzen gelenkig miteinander verbundenen Segmenten, war 32,12 Meter lang, 2,06 Meter  breit, 2,60 Meter hoch und wog 35 Tonnen. Die Segmente waren als Einzelkabinen ohne Verbindungstüren untereinander ausgeführt. Ein Zug konnte bis zu 170 Personen (56 Sitzplätze) befördern. Die Differenz zwischen Sitz- und Stehplätzen erklärt sich aus der Tatsache, dass die Bahn ursprünglich als Verkehrsmittel des ÖPNV gedacht war und nur kurze Strecken zurücklegte. Die Fahrzeuge rollten auf Gummirädern und fuhren im Normalbetrieb vollautomatisch, konnten jedoch auch von Hand gesteuert werden. Am Zugende war ein vereinfachter Führerstand angebracht, der nur Not- oder Rangierfahrten ermöglichte.
Jeder Zug wurde von sechs Motoren à 37 Kilowatt angetrieben. Die Energie wurde über eine seitlich am Fahrweg angebrachte Stromschiene eingespeist. Die Betriebsspannung betrug 525 V Wechselstrom. Bei Energieausfall stand ein Notstromaggregat bereit, um die Züge bis zur nächsten Station fahren lassen zu können.
Die Höchstgeschwindigkeit der Züge lag bei 33 km/h. Es gab sechs Züge, von denen aber in der Regel nur zwei oder drei gleichzeitig eingesetzt wurden. Theoretisch hätten etwa 5.000 Personen in der Stunde befördert werden können.

## Betrieb

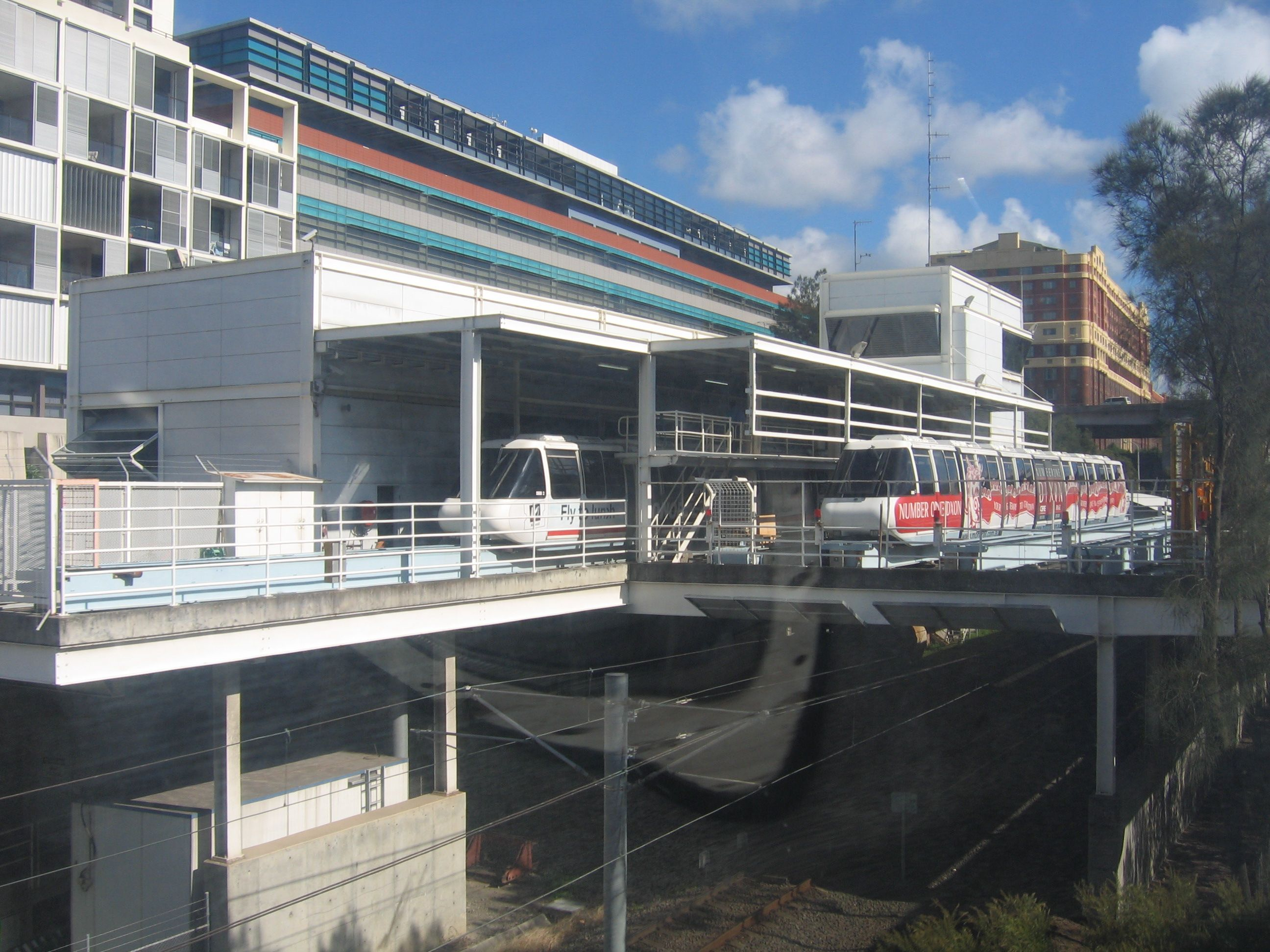
Abstellanlage und Bahnbetriebswerk

Die Betriebsführung erfolgte durch Veolia Transportation im Auftrag von Metro Transport Sydney, die auch die Metro Light Rail (eine Stadtbahn) in Sydney betreibt. Am Halt Convention konnte umgestiegen werden.
Die Anlage war so ausgelegt, dass sie von einem einzigen Fahrdienstleiter gesteuert werden konnte. Dieser saß im Betriebswerk.

## Bedeutung für den Verkehr
Bei der Planung der Bahn war von 12 Millionen Passagieren jährlich ausgegangen worden; benutzt wurde sie nach zwei Jahren von halb so vielen Fahrgästen, und der Zuspruch reduzierte sich weiter. Nur 9 % der Fahrgäste waren Pendler. Das lag vor allem an ihrer mit anderen Verkehrsmitteln nicht gerade günstigen Verknüpfung, dem Rundkurs, der Fahrgästen, die ein bestimmtes Ziel erreichen möchten, nur kurze Strecken für die Nutzung ermöglichte und der Tatsache, dass die Netzkarten für den ÖPNV von Sydney dort nicht galten: Eine eigene Fahrkarte für 5 AU$ war erforderlich. Die Bahn war deshalb in erster Linie eine Touristenattraktion und hatte darüber hinaus praktisch keine Bedeutung für den Nahverkehr in Sydney. So wurden auch die ursprünglich längeren Fahrzeiten von Montag bis Donnerstag auf 7:00–22:00 Uhr, an den übrigen Tagen auf 8:00–22:00 Uhr reduziert. Täglich wurden rund 30.000 Fahrgäste befördert.